# Бонни-Айленд
Бонни-Айленд (англ. Bonny Island) — остров у побережья Нигерии, штата Риверс, в дельте Нигера, в заливе Бонни, части Гвинейского залива. Специализированный порт по отгрузке нефти Бонни находится на острове. Зона отдыха.
Остров находится у устья восточного рукава Нигера — реки Бонни, к западу от устья реки Имо, юго-восточнее Порт-Харкорта.
Во времена работорговли город Бонни был одним из основных рынков рабов в Западной Африке. На смену работорговле пришла торговля пальмовым маслом, и уже в 30-х годах XIX века Бонни крупным центром торговли этим продуктом. Многочисленные лодки торговцев из Бонни поднимались по реке до Эбо (Игболенда), где масло скупалось у местного населения. Продавая затем его европейцам по значительно более высоким ценам, африканские посредники обеспечивали себе высокую прибыль. Крупными торговцами были короли и вожди. В середине XIX века торговый оборот Бонни составлял 500 тыс. фунтов стерлингов в год, а личный доход короля от торговли пальмовым маслом — 15 — 20 тыс. фунтов стерлингов. Африканцы-посредники, вступавшие в контакт с населением глубинных районов, обычно отдавали в обмен на пальмовое масло и слоновую кость товары, полученные у европейских купцов — хлопчатобумажные ткани, огнестрельное оружие, металлические изделия и другие. Существовала особая форма кредита — «траст». Европеец давал в кредит («доверял») африканцу-посреднику набор товаров на значительную сумму на срок от шести месяцев до года, а иногда и до двух лет. Товары предоставлялись обычно африканцам, пользовавшимся «хорошей репутацией», то есть, как правило, крупным опытным торговцам или начинающим, поручителями которых выступали первые. Но иногда товары давались в кредит незнакомым лицам, что несомненно свидетельствовало о стремлении европейцев расширять торговлю. Стоимость товаров английского производства, предоставлявшихся в кредит местным торговцам, была довольно велика; только торговцы Бонни в середине XIX века имели в своём распоряжении английские товары на сумму свыше 80 тыс. фунтов стерлингов.
В ходе гражданской войны в Нигерии остров вошёл в состав самопровозглашённого государства Биафра. После ожесточённых боёв армия Одумегву-Оджукву оставила остров.
На острове находятся шесть очередей завода по сжижению — производству сжиженного природного газа (СПГ) — train 1—6, которым управляет компания Nigeria LNG (NLNG), подразделение Нигерийской национальной нефтяной корпорации (NNPC), которое занимается производством сжиженного природного газа (СПГ) и его экспортом. Принадлежит NNPC и ведущим мировым нефтяным компаниям Royal Dutch Shell, Total и Eni. NLNG с помощью мировых компаний Royal Dutch Shell, Total Fina Elf, а также итальянского энергетического концерна Eni (в лице AGIP) с 1999 года начала поставки СПГ с нового завода по сжижению на Бонни-Айленд. Новые очереди завода по сжижению позволили к 2002 году увеличить объём поставок СПГ в Европу до 7,1 млрд м³. Ввод новых очередей этого завода, а также реализация нового проекта создания завода по GTL — Escravos GTL на реке Эскравос, открытого осенью 2014 года, позволили Нигерии увеличить поставки СПГ до 16 млрд м³ в 2009 году. NLNG собирается расширить производство за счёт постройки седьмой очереди завода по сжижению (train 7).